# Telefèric de Montjuïc

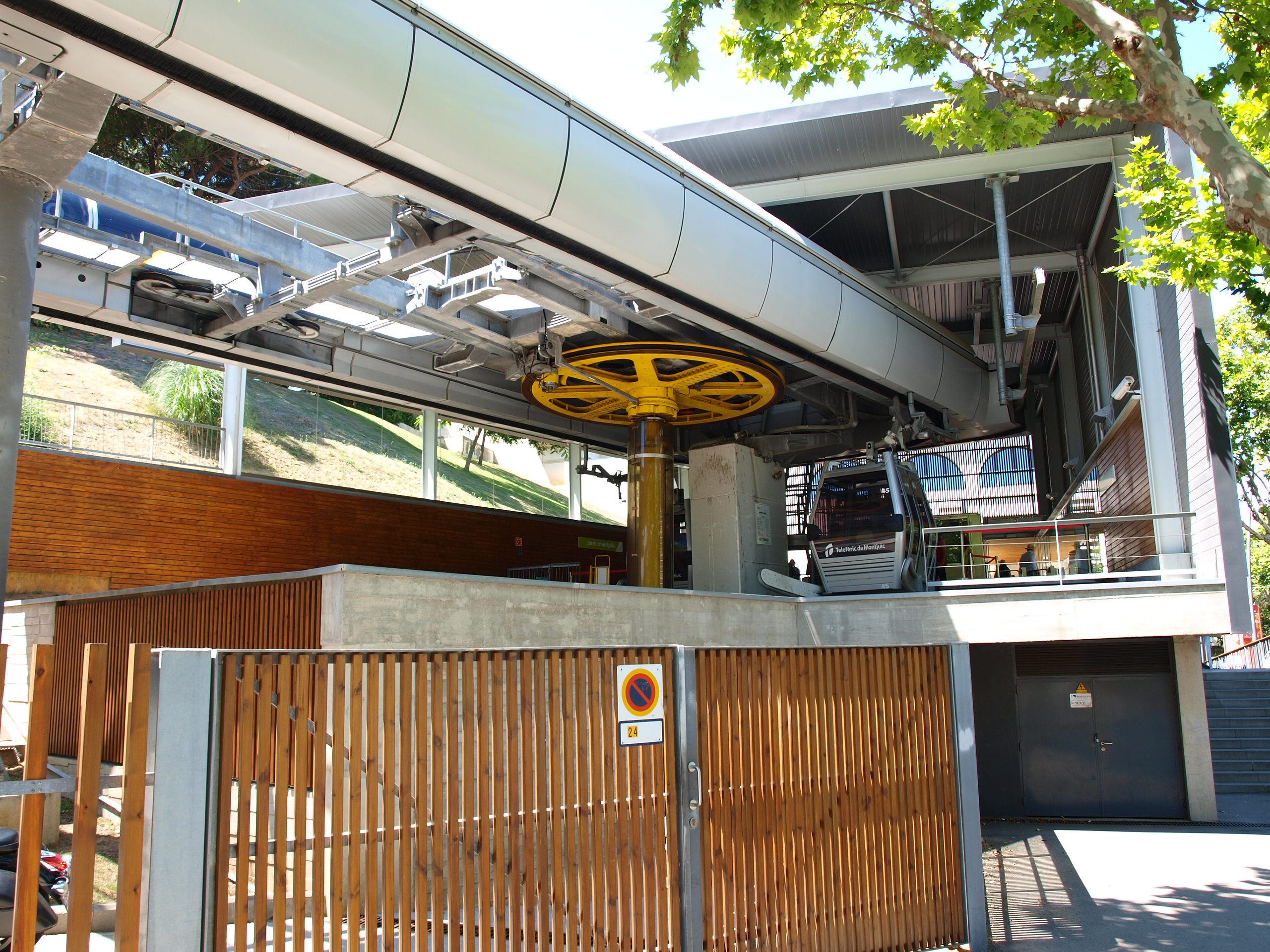
Telefèric de Montjuïc, Barcelona, Talstation neben der Standseilbahn Funicular de Montjuïc.

Die Telefèric de Montjuïc (Katalanisch für ‚Montjuïc-Seilbahn‘) ist eine kuppelbare Einseil-Kabinenbahn auf dem Montjuïc in Barcelona (Spanien). Die Seilbahn ist, bis auf die Revisionszeit, ganzjährig in Betrieb. Sie wird von der Transports Metropolitans de Barcelona betrieben.
Die Seilbahnkabinen verlangsamen in den Stationen die Fahrt und werden vom Förderseil entkuppelt, um einen leichteren Ein- und Ausstieg zu ermöglichen. Dadurch können z. B. auch Rollstühle, Mountainbikes, Kinderwagen etc. problemloser transportiert werden.

## Historie
Die heutige Seilbahn ersetzt eine frühere Anlage, die am 22. Juni 1970 eröffnet wurde. Aufgrund von Umbauarbeiten und Reparaturen war die Seilbahn 2005 bis 2007 nicht in Betrieb. Am 16. Mai 2007 wurde die Seilbahn nach der Sanierung wieder eröffnet.
Die Anlage ist im Eigentum und wird von der Transports Metropolitans de Barcelona (TMB) betrieben.

## Technische Daten
- Fahrzeit: ca. 5 Minuten
- Länge 752 Meter
- Höhenunterschied: 84,5 Meter
- Stationen: 3

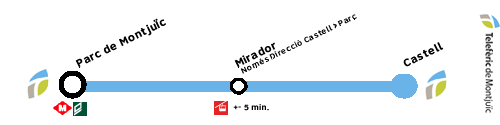

  - Talstation:„Parc de Montjuïc“41° 22′ 8″ N, 2° 9′ 48″ O
  - Mittelstation: „Mirador“ 41° 22′ 2″ N, 2° 10′ 5″ O
  - Bergstation: „Castell“ 41° 21′ 53″ N, 2° 9′ 59,1″ O
- maximal 8 Personen je Kabine
- größte Energieaufnahme Antrieb: 400 kVA
- Ein- und Ausstiege befinden sich im: Parc de Montjuïc (neben der Standseilbahn de Montjuïc), Mirador (Mittelstation) und Castell Montjuïc.